# Stolonica variata
Stolonica variata är en sjöpungsart som beskrevs av Monniot 1988. Stolonica variata ingår i släktet Stolonica och familjen Styelidae. Inga underarter finns listade i Catalogue of Life.